# Stefán Þórarinsson
Stefán Þórarinsson, född 24 augusti 1754 i Eyjafjörður, död 12 mars 1823, var en isländsk ämbetsman. 
Stefán innehade amtmansämbetet över Norður- og Austuramt i 40 år (1783–1823). Han var en mycket framstående ämbetsman och arbetade både för näringarnas uppkomst och upplysningens främjande i sina amt. Han skrev flera mindre avhandlingar, främst angående lantbruket på Island, uppmuntrade folk till trädgårdsodling och arbetade även för utökad handelsfrihet (1796)